# Avonwick
Avonwick – wieś w Anglii, w hrabstwie Devon, w dystrykcie South Hams. Leży 40 km na południowy zachód od miasta Exeter i 286 km na południowy zachód od Londynu.